# Rhionaeschna dugesi
Rhionaeschna dugesi là loài chuồn chuồn trong họ Aeshnidae. Loài này được Calvert mô tả khoa học đầu tiên năm 1905.